# Italiani di Filadelfia

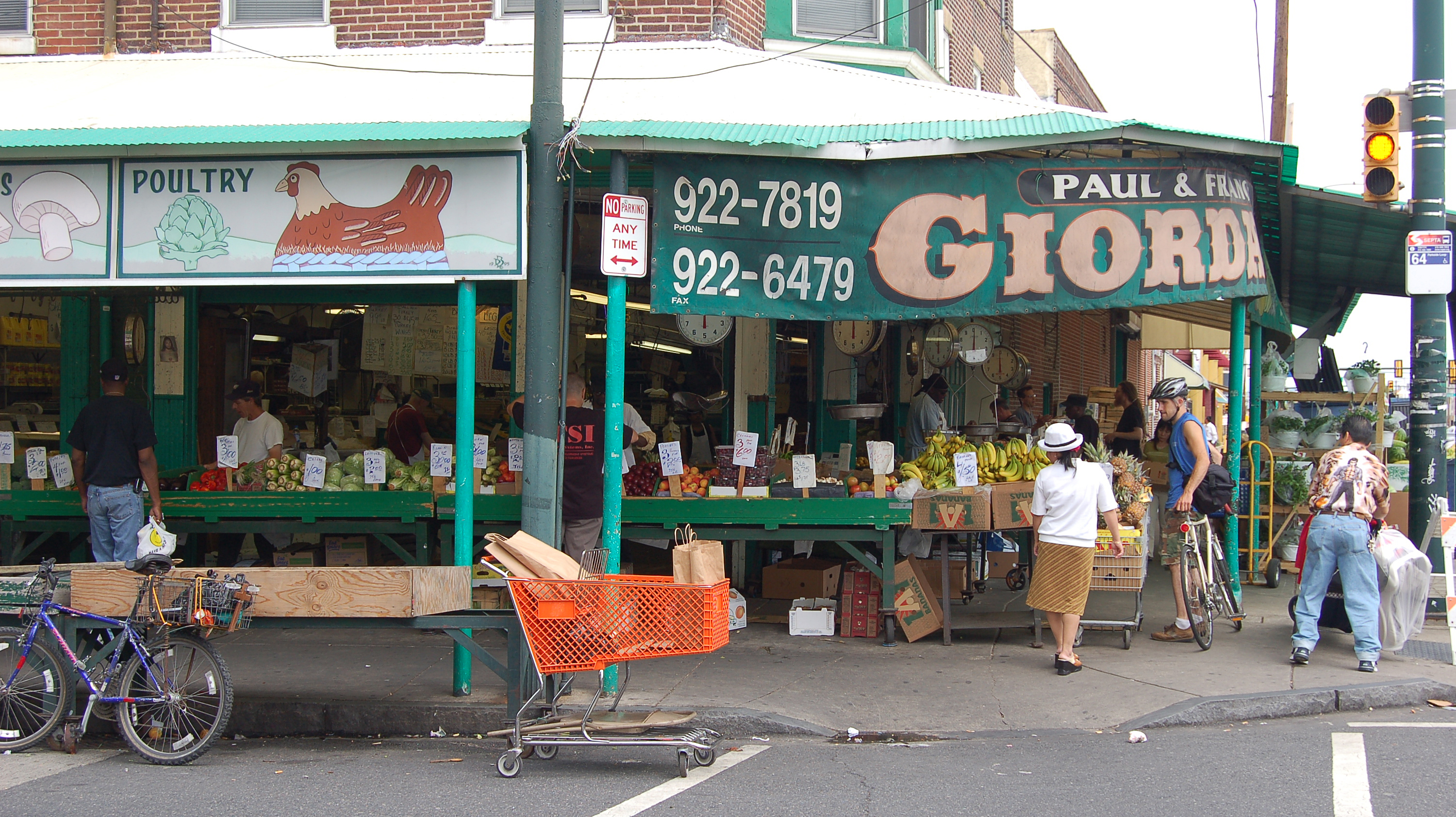
Il mercato italiano di Filadelfia

Gli italiani di Filadelfia sono i discendenti degli italiani immigrati in questa città statunitense, della quale costituiscono una comunità storica.

## Storia
L'immigrazione italiana a Filadelfia iniziò in piena epoca coloniale, nel XVIII secolo, ed era costituita principalmente di italiani di ambienti di alto-borghesi, del mondo degli affari, dell'arte e della musica che si stanziarono nel sud della città. Arrivavano prevalentemente dalla provincia di Genova.
L'immigrazione italiana di massa avvenne, però, nel secolo seguente. Successivamente arrivarono immigrati anche dall'Abruzzo, dalla Campania (province di Avellino e Salerno) e dalla Sicilia (provincia di Messina).

## Personalità italiane legate a Filadelfia
- Al Alberts (Al Albertini)
- Frankie Avalon (Frank Avallone)
- Maria Bello
- Jerry Blavat[4]
- Ben Bova
- Angelo Bruno
- Tony Rey Bruno
- Roy Campanella
- John Cappelletti
- Gia Carangi
- Angelo Cataldi
- Bradley Cooper
- Jim Croce
- Lorenzo Da Ponte
- Angelo Dundee (Angelo Mirena)
- Linda Fiorentino
- Fabian[4]
- Sam Fogarino
- Thomas M. Foglietta [4]
- Vince Fumo
- Joey Giardello
- Buddy Greco
- Dom Irrera
- Mario Lanza[4]
- Joey Lawrence (Joseph Lawrence Mignogna Jr.)
- Tony Luke Jr.
- Al Martino
- Pat Martino
- John Marzano
- Joey Merlino
- Mike Missanelli
- Willie Mosconi
- Pat Olivieri
- Harry Olivieri
- Frank Palumbo
- Vince Papale
- Lisa Peluso
- Christina Perri
- Robert Picardo
- Jon Polito
- Frank Rizzo (sindaco di Filadelfia)[4]
- Bobby Rydell[4] (Robert Louis Ridarelli)
- Nicodemo Scarfo
- Lisa Scottoline
- Sylvester Stallone
- Lawrence Venuti
- Anna C. Verna (presidente del Philadelphia City Council)[4]
- Lee Ving (Lee James Jude Capallero)
- Tony Voce